# Rizeiella camiliensis
Rizeiella camiliensis är en nattsländeart som beskrevs av Füsun Sipahiler 1999. Rizeiella camiliensis ingår i släktet Rizeiella och familjen husmasknattsländor. Inga underarter finns listade i Catalogue of Life.